# Joseph Meder
Joseph Meder (10. června 1857 Zlovědice – 14. ledna 1934 Vídeň) byl rakouský historik umění původem z Čech. V letech 1905–1922 byl ředitelem galerie Albertina ve Vídni. Je autorem několika vědeckých publikací, zejména o Albrechtu Dürerovi.

## Život
Meder se narodil v malé vesnici na Podbořansku v rodině sedláka Antona Medera, majitele statku čp. 13, matka Anna pocházela z Čeradic.
Absolvoval střední školy v Kadani a Chomutově. Na Vídeňské univerzitě vystudoval germanistiku, studium zakončil v roce 1883 doktorátem. V letech 1884–1889 pracoval ve vídeňské univerzitní knihovně, odkud odešel do galerie Albertina. Galerii zprvu od roku 1905 řídil jako inspektor sbírek, po jejím zestátnění v roce 1919 do konce roku 1922 jako řádný ředitel. Během svého působení pokračoval v přestavbě Albertiny ze soukromé sbírky v moderní vědecký ústav. Začal s odborným restaurováním poškozených grafických listů a kreseb. Vypracoval první kritický katalog díla Albrechta Dürera.
V letech 1926-1934 byl korespondujícím členem Společnosti pro podporu německé vědy, umění a literatury v Čechách. V roce 1927 získal občanství Vídně, kde je po něm pojmenována ulice. Pohřbený je na hřbitově v Döblingu.

## Výběrová bibliografie
- Zeichnungen Albrecht Dürers in der Albertina zu Wien, Berlin 1905
- Neue Beiträge zur Dürer-Forschung, Tempsky, Wien 1912.
- Leben und Meinungen eines Bauernjungen, Gerlach & Wiedling, Leipzig 1918.
- Die Handzeichnung: ihre Technik und Entwicklung, A. Schroll & Co., Wien 1923.
- Dürers Grüne Passion in der Albertina, O. C. Recht, München 1923.
- Albertina-Facsimiledrucke und Amslerdrucke: Handzeichnungen, Kupferstiche und Holzschnitte grosser Meister in originalgetreuen Nachbildungen, A. Schroll & Co., Wien 1929.
- Dürer-Katalog: Ein Handbuch über Albrecht Dürers Stiche, Radierungen, Holzschnitte, deren Zustände, Ausgaben und Wasserzeichen, Gilhofer & Ranschburg, Wien 1932.